# Історія вивчення динозаврів

## До XVII ст.

### Азія
Свідчення про абсолютно точно найдавніші відкриття решток динозаврів відомі з пустелі Гобі в Монголії, де на розкопках місця часів від пізнього палеоліту до раннього неоліту знайдено шкаралупу динозаврових яєць, продірявлену акуратними круглими отворами, імовірно, для намиста.
Британсько-тасманійський геолог і фольклорист Чарльз Ґулд у 1886 році, досліджуючи міфи про драконів, зазначив, що китайські «драконові кістки» виглядають, як кістки ігуанодона.
Можливо, що згадана у давньокитайській Книзі перемін добра прикмета «дракони, що трапились у полі» стосується кісток, які знаходили під час скопування землі. У другому столітті до н. е. кістки (можливо динозаврів) було знайдено при ритті каналу в північному Китаї. Пізніше повідомлення із західної династії Цзінь періоду 265—317 років про драконові кістки з Wucheng (нині повіт Santai, Сичуань) задокументоване Cheng Qu у його праці Hua Yang Goo Zhi. Хоча «драконові кістки» переважно належали ссавцям, імовірно, що деякі належали й динозаврам.
У 1830-х поблизу Джабалпуру, Індія, знайшли великі скам'янілі кістки, деякі з них у 1877 році віднесли до Titanosaurus indicus.

### Європа

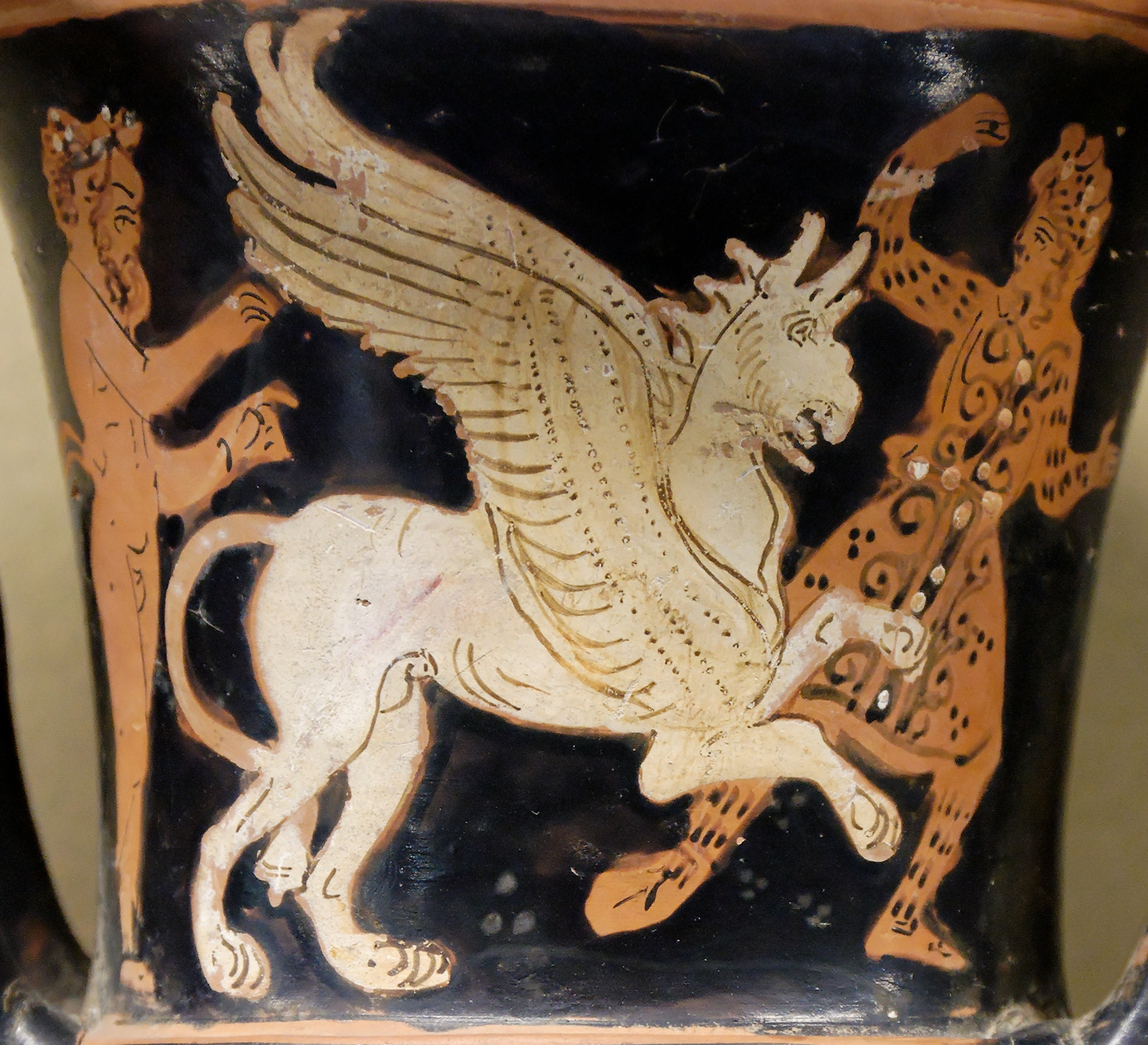
Існує гіпотеза, що образ грифона вигаданий під враженнями від решток протоцератопса

Дослідниця давньої науки та фольклору Едрієн Меєр, припускає, що рештки протоцератопса з пустелі Гобі могли сформувати образ міфічних грифонів, які були популярним художнім мотивом у Греції близько 700 років до н. е. Деякі спеціалісти з гобійських динозаврів критикують цю здогадку. 430 років до н. е. Геродот, досліджуючи легенди про літаючих плазунів Єгипту, здійснив мандрівку і побачив «безліч кісток і шипів, звалені в купу, деякі великі, а деякі малі». Меєр вважає, що це могли бути рештки спинозавра.

## Раннє вивчення динозаврів

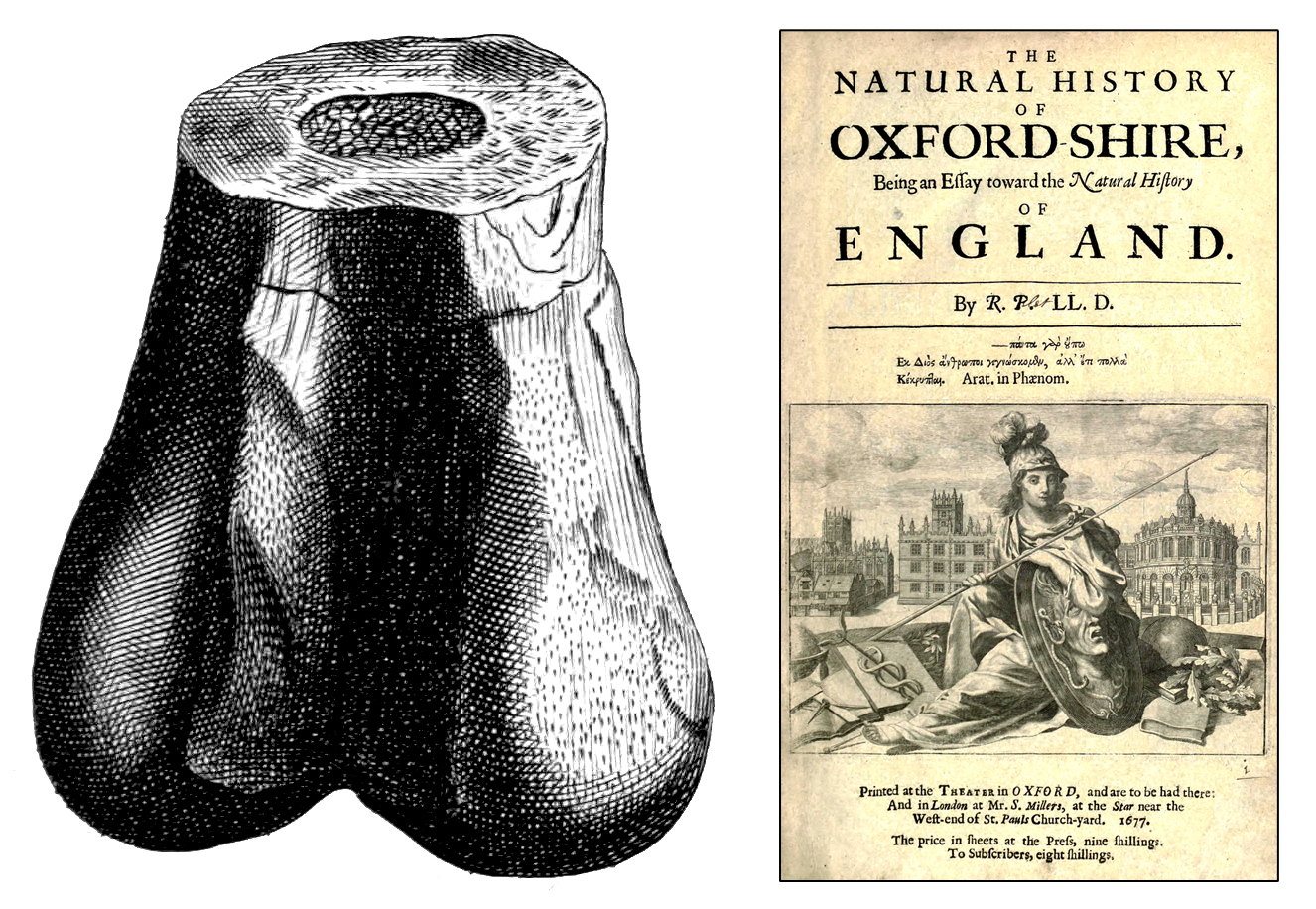
Ілюстрація скам'янілого нижнього кінця стегна мегалозавра і обкладинка «Природничої історії Оксфордширу» Роберта Плота, з якої взята ілюстрація. Кістку описав Джошуа Брукз у 1763 році і назвав її Scrotum humanum.

Найстарішою відомою згадкою, що, як вважають сьогодні, стосувалася динозавра, є ілюстрація з описом скам'янілості, знайденої в кар'єрі біля селища Корнуол (англ. Cornwell) в Оксфордширі. Їх у 1677 році опублікував у своїй праці «Природнича історія Оксфордширу» (Natural History of Oxfordshire) англійський природознавець Роберт Плот. Зважаючи на розміри кістки, Плот міркував, чи могла вона належати слону, якого завезли до Англії римляни, але класичних джерел, які б це підтверджували, не знайшов. Під час написання праці йому трапилася нагода порівняти кістку з кістками слона, і досліджувана кістка виявилася невідповідною. Тому Плот дійшов висновку, що кістка належала велетенській людині, завезеній римлянами. До наших днів ця знахідка не збереглася.

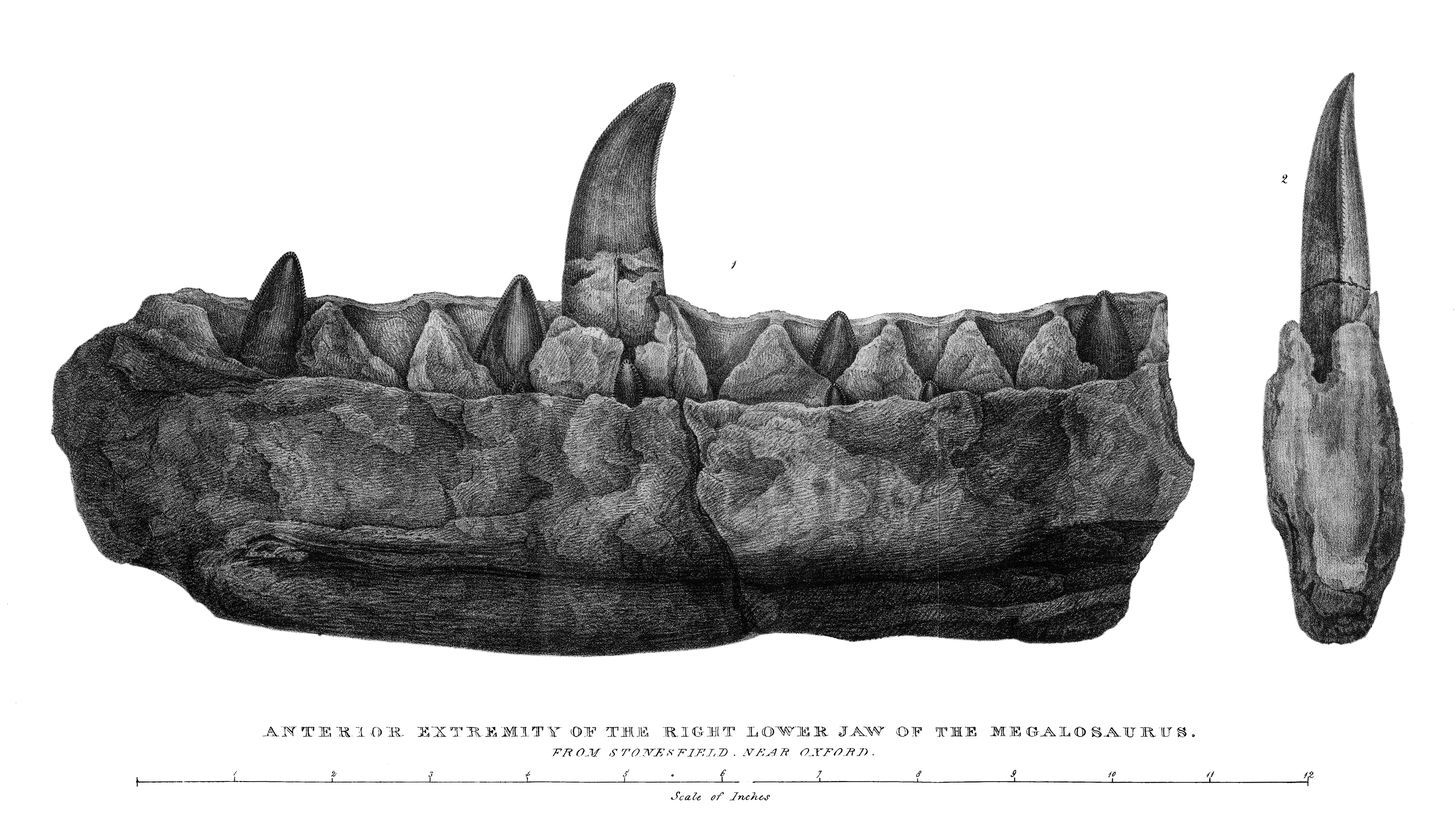
Гравюра з William Buckland's «Огляд Мегалозавра або великої Викопної ящірки Стоунфайлда (Stonesfield)», 1824. Заголовок читається «передній край правої нижньої щелепи Мегалозавра зі Стоунфайлда біля Оксфорду».

1763 року Річард Брукз (Richard Brookes), інший англійський природознавець, скопіював ілюстрацію Плота у своєму стислому викладі природничої історії. Брукз погоджувався, що це кіста якоїсь великої тварини, і підписав знахідку, як «Scrotum humanum» (лат. людська калитка), з огляду на її вигляд. Delair & Sarjeant (1975, стор. 6–7) припустили, що це дистальний виросток стегнової кістки мегалозавра (рід описаний у 1824 р.).
Приблизно 1818 року сільський лікар Гідеон Ментел і його дружина Мері збирали скам'янілі кістки і зуби в кар'єрі в Сусексі. Найцікавішими знахідками виявилися зуби листоподібної форми, що нагадували зуби сучасної ящірки ігуани. Звідси і назва «ігуанодон», яке було дано цій тварині в 1825 р.

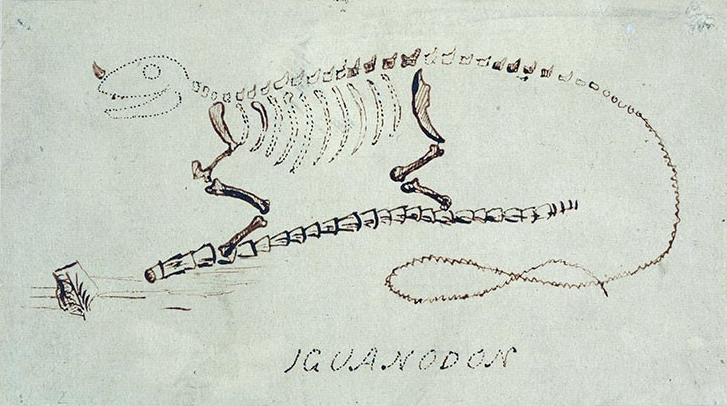
Реконструкція ігуанодона Гідеона Мантела. «Ріг» на носі пізніше виявився кігтем великого пальця

У 1823 році у Ментела зав'язалося листування з Жоржем Кюв'є. Отримавши на експертизу стертий зуб, французький палеонтолог заявив про його приналежність носорогові. Заперечення, що виникли, Кюв'є ввічливо відхилив, і провінційному ученому довелося відступити перед авторитетом засновника палеозоології. Але тільки тимчасово, бо у 1824 році, під час відвідин Музею королівської спільноти хірургів Ментл звернув увагу на скелет великої тропічної ігуани. Особливо його вразила схожість зовнішнього вигляду зубів сучасної ящірки і викопної тварини. Нова обставина виявилася несподіваною і для Кюв'є, який нарешті відмовився від своєї точки зору.
На початку 1825 року у присутності дійсних членів Королівської Спільноти Гідеон Ментел прочитав доповідь про відкриття залишків гігантської рослиноїдної ящірки, назвавши її «ігуанодоном» («ігуанозубом»). Але все-таки зовнішність стародавньої істоти багатьом здавалася загадковою. І тоді вже відомий учений спробував здійснити наукову реконструкцію зовнішнього вигляду ігуанодона. Для цього йому спало на думку сумістити зображення наявних елементів скелета з передбачуваним контуром тварини. Загадкова конусоподібна кістка інтерпретувалася як ріг на носовій частині голови.
У 1830-х роках поблизу Джабалпура (Індія) було знайдено великі скам'янілі кістки. Їх описав у 1868 році шотландський вчений Г'ю Фалконер (Hugh Falconer), а в 1877 Лідеккер відніс деякі з цих кісток до виду Titanosaurus indicus.

## Поява терміна «динозаври»

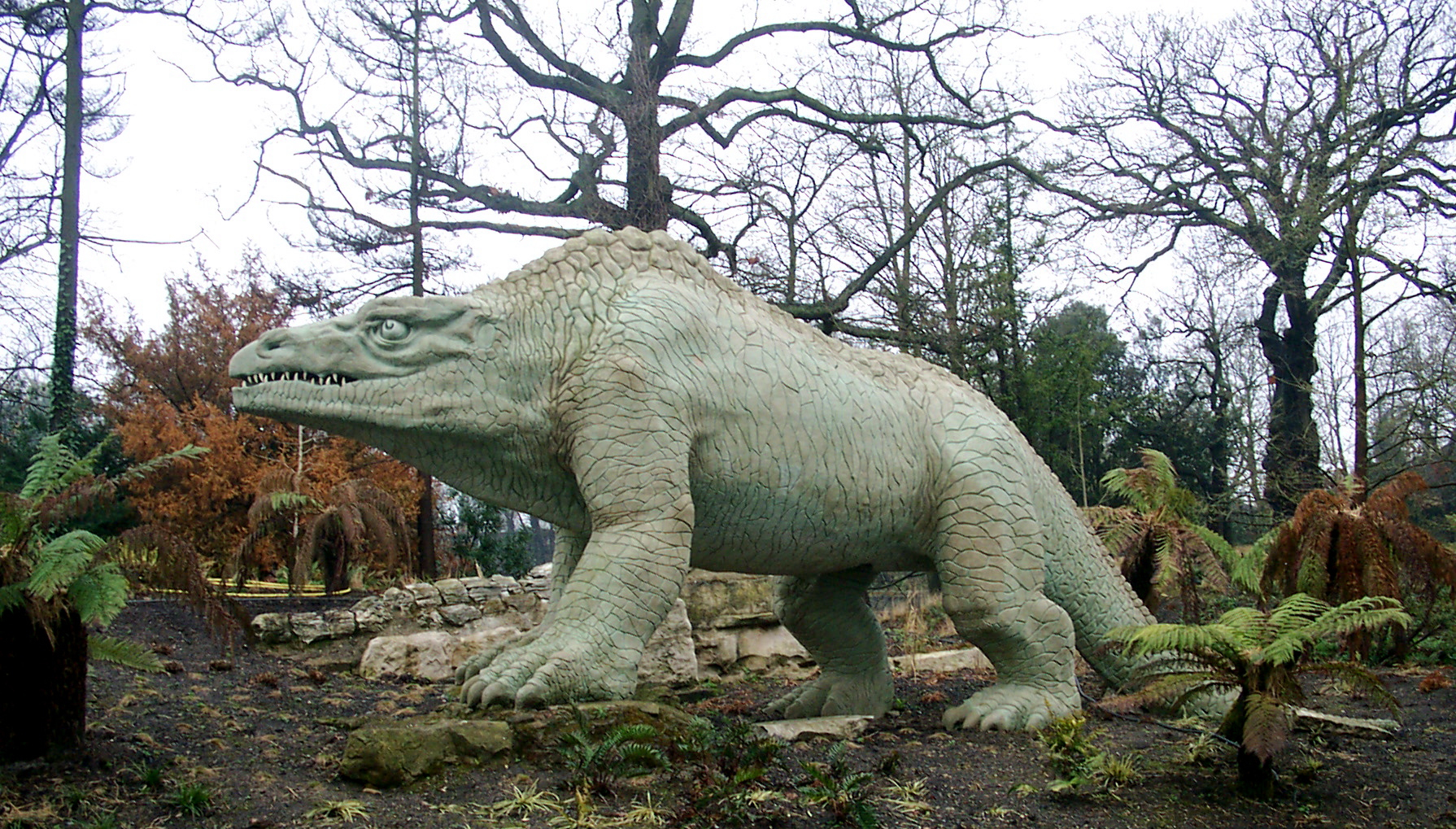
Мегалозавр згідно з Овеном із Кришталевого палацу в Лондоні

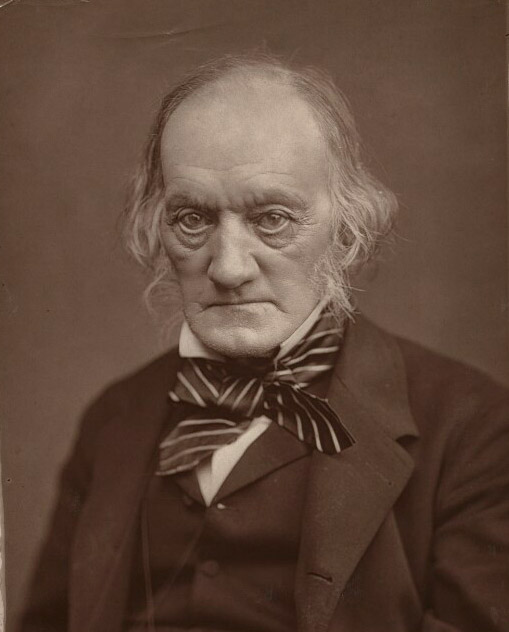
Сер Річард Оуен ввів слово «динозавр» у наукову літературу в 1842 році

Саме ж слово «динозаври» з'явилося приблизно в 1842 р. Ця назва була запропонована палеонтологом Річардом Овеном, який зрозумів, що такі створіння, як мегалозавр, ігуанодон, а також відкритий незадовго до цього гілеозавр, настільки відрізнялися від сучасних плазунів, що їх слід було виділити в окрему групу. Овен визначив цю групу як «окремий ряд або підряд заврових плазунів». Назва походить від дав.-гр. δεινός, deinos, що означає «страшенно великий», і σαῦρος, sauros — «ящір». Хоча таксономічну назву часто інтерпретували як відсилання до зубів, пазурів та інших страхітливих характеристик динозаврів, за задумом Оуена, вона також мала на меті підкреслити їхні розміри та велич. За підтримки принца Альберта, чоловіка королеви Вікторії, Оуен заснував Музей природничої історії в Лондоні, щоб виставити національну колекцію скам'янілостей динозаврів та інших біологічних і геологічних експонатів.
Надалі уявлення про класифікацію плазунів змінилися, і нині гігантські доісторичні рептилії вже не вважаються єдиною систематичною групою. Приблизно через 10 років на площі одного з районів Лондона скульптор Вотерхаус Ховкінс представив групу фігур доісторичних тварин у натуральну величину. Понад усе привертав до себе увагу незвичайний носорогоподібний ігуанодон. Звістка про перший «динозавровий парк» розлетілася в усьому світі, особливо після того, як усередині макету величезного ящіра пообідали 20 персон. Можливо, на популяризаторську діяльність Ховкінса зробив вплив англійський художник Джон Мартен, який під враженням новітніх палеонтологічних відкриттів зобразив ряд сцен з доісторичного життя. Одна з картин називалася «Країна ігуанодона».
У 1858 р. в Нью-Джерсі, в США, були знайдені кістки і зокрема майже повний скелет іншого гігантського плазуна. Ці знахідки вивчив Джозеф Лейді, професор анатомії. Він звернув увагу на те, що передні кінцівки виявленого ящіра були значно коротші за задні, і зробив висновок, що ці скам'янілості тварини повинні були пересуватися на задніх ногах, подібно до сучасних кенгуру. Ця думка допомогла надалі встановити зовнішність таких двоногих (тобто що пересуваються на двох ногах) ящірів, як ігуанодони, мегалозаври, тиранозаври та інші. Останки ж, виявлені в 1858 р., як вважається зараз, належали гадрозавру, одному з качкодзьобих динозаврів.
У Англії проблеми вивчення динозаврів не могли обійти енциклопедичних інтересів переконаного еволюціоніста Томаса Гекслі. Приводом послужили знайдені любителем Вільямом Фоксом скелети молодих ігуанодонов у відкладеннях нижньої крейди острови Вайт, для яких в 1870 році Гекслі встановив новий рід з назвою «гіпсилофодон» («високозуб»). У інтерпретації ученого він був дрібним і досить близьким родичем ігуанодона. При вивченні гіпсилофодона Гекслі звернув також увагу на схожість деталей будови скелета динозаврів і птахів. До такого ж висновку прийшов і відомий німецький учений Ернст Геккель після знайомства із знахідками невеликого динозавра компсогната і птахоподібного археоптерикса з пізньоюрських сланців Баварії. Ці спостереження помітно позначилися на класифікації динозаврів. Наприклад, ігуанодонов і їх родичів досі включають в ряд «птахотазових» і підряд «птахоногих».
У 1878 р. у вугільній шахті в околицях поселення Берніссар в Бельгії було зроблено чудове відкриття — знайдено ціле кладовище ігуанодонів: 39 скелетів, багато з яких були повним. Ці останки були відпрепароавні та змонтовані потім в Брюсельському музеї в положенні на двох ногах. Хоча вилучення палеонтологічних об'єктів з корінної породи розтягнулося на понад чверть століття, вже через рік після початку робіт палеонтологам вдалося відреперувати і змонтувати об'ємно на металевому каркасі перший скелет. Спираючись на могутні задні кінцівки і масивний хвіст, ігуанодон поглядав на те, що відбувається своєю кінеподібною головою з п'ятиметрової висоти. На місці великого пальця передніх лап ящера помітно виділявся той, що стирчить вгору гостра шпилька. 1905 року в Королівському музеї природничих наук в Брюсселі на загальний огляд були представлені вже десять скелетів з тих 29, що вдалося підготувати до експозиції пізніше. Незвичайна виставка мала успіх і була відмічена відвідинами розділу царюючого будинку Бельгії.
Після початку бернісарських розкопок отримала пояснення загадка виявлених ще в середині XIX століття відбитків ступень великих тварин на плитах крейдяного вапняку в Німеччині та Англії. Наприклад, викопні сліди з трьома товстими пальцями почали приписувати ігуанодонам. Схожий тип був відкритий і на близькому до північного полюса острові Шпіцберген.
У 1946 році на запрошення Академії Наук Монгольської Народної Республіки в пустелю Гобі вирушила експедиція Палеонтологічного інституту АН СРСР. За декілька останніх польових сезонів російським ученим вдалося відкрити безліч нових місцезнаходжень і розкопати останки декількох невідомих раніше видів динозаврів. А в 1952 році на сході країни вони виявили кістки азійського ігуанодона. Опісля багато років палеонтологи з Національного музею природної історії Франції викопали в Нігерії скелет семиметрового уранозавра, науковий опис якого з'явився в 1976 році. На відміну від класичних ігуанодонов, новий ящір володів сплющеною головою і довгими остистими відростками спинних хребців.
У другій половині XIX ст. найвизначніші відкриття динозаврів були зроблені в Північній Америці, в передгір'ях Скелястих гір. Два дослідники-палеонтологи, Отніел Чарльз Марш і Едвард Дрінкер Коп, незалежно один від одного посилали в цю область експедиції і платили шукачам за цікаві викопні останки. Саме ці експедиції вперше застосували ті методи препарування і підготовки скелетів для перевезення, якими користуються і сьогодні. Кожна кістка перед її відправкою в лабораторію полягала в захисну оболонку з гіпсу і тканини. На жаль, двоє цих учених в буквальному розумінні ненавиділи один одного. У лютому прагненні до того, щоб цікаві екземпляри не потрапили до суперника, вони доходили до того, що наказували розбивати і висаджувати ті скелети, які не могли повністю викопати самі. Проте в результаті їх пошуків, що отримали назву «Великого американського полювання за динозаврами», до кінця XIX сторіччя було виявлено 136 нових видів стародавніх ящів у 2001 найшли 239 видів тварнин і 1 скелет великого спинозавра.
Досі палеонтологи продовжують обробляти величезні колекції викопних кісток, зібрані в ті роки. Основним місцем пошуків останків динозаврів на початку нашого сторіччя стала Канада. Барнум Браун — професійний «мисливець за динозаврами», що працював для Американського музею природничої історії і виявив фрагменти декількох скелетів тиранозаврів у Монтані, почав розкопки в районі Ред Діп Райвер в провінції Альберта. Там він виявив фрагменти скелетів качкодзьобих динозаврів. А канадський дослідник Чарльз Штеренберг зі своїми синами зумів виявити там же велику кількість останків не тільки качкодзьобих, але і хижих, панцирних і рогатих динозаврів.
В 1909 р. експедиція Берлінського музею, яку очолив Вернер Яненш, виїхала у віддалений район Танзанії, званий Тендагуру. Приводом для поїздки послужили розповіді про викопні кістки, які знаходили там рудокопи. В результаті роботи цієї експедиції були зібрані багаті колекції останків, дуже схожі на останки динозаврів з Північної Америки, і, крім того, були виявлені скелети брахіозавра і кентрозавра. Досі в музеї А. Гумбольта в Німеччині стоїть скелет брахіозавра, виявлений під час цієї експедиції.
Дотепер кістки давніх ящірів виявлені вже на всіх континентах. У Китаї, де дослідження динозаврів почалися тільки в 40-і рр. нашого сторіччя, було знайдено стільки скелетів динозаврів, що вони склали четверту частину всіх відомих зараз знахідок, там же було знайдено величезну кількість яєць стародавніх ящірів. Причому китайські динозаври виявилися вельми схожими на своїх побратимів, виявлених в Північній Америці. Це дало підставу припустити, що в мезозої у всій Північній півкулі були вельми схожі екологічні умови. В наш час[коли?] роботи по пошуку викопних останків продовжуються, проте організовувати міжнародні експедиції стає все важчим. У всьому світі виникають складнощі з фінансуванням і постачанням, не говорячи вже про всілякі політичні нелади.
Багато цікавих кладовищ динозаврів знаходяться у віддалених і глухих місцях, в країнах, влада яких з підозрою відносяться до міжнародних урядів, що виявляють цікавість до їх володінь. Так, учасники однієї міжнародної експедиції провели Різдво 1977 р. за ґратами в нігерійській в'язниці через невірно зрозумілих властями цієї країни цілей дослідників. Проте дивовижні відкриття все-таки відбуваються.
У ряді згаданих подій найнесподіванішим стало відкриття в Квінсленді (Австралія) ящіра з дуже високою носовою перемичкою. Знахідка мутабуразавра, названого так в 1981 році, у відкладеннях віддаленого від всього світу континенту свідчить про виняткову давність ігуанодоноподібних ящірів в цілому. Тепер можна стверджувати, що розквіт цієї групи динозаврів трапився в першій половині крейдяного періоду, а їх виникнення і широке розселення відбулося до початку розколу надконтиненту Пангея в самому кінці Тріасу, або приблизно 215 мільйонів років тому.
У 1983 р. англійський любитель Вільям Волкер знайшов в кар'єрі в Сурреї декілька вельми цікавих кісток. Пізніше група палеонтологів з Британського музею природної історії розкопала там же повний скелет баріонікса — динозавра абсолютно нового типу.
Першим динозавром, якого виявлений в Антарктиді, є анкілозаврид Antarctopelta oliveroi, був знайдений на Острові Роса в 1986.
Протягом 90-тих років у Азії було зроблено багато відкриттів, що підтверджують спорідненість динозаврів з птахами.
Щобільше, навіть в червні 2023 року, згідно повідомлення британського видання «The Guardian», на острові Вайт у Великій Британії було знайдено скам'янілі рештки нового виду динозавра. Він належить до групи рослиноїдних динозаврів, відомих як анкілозаври, які були знайдені ще в 1980-х роках у формації Вессекс на острові Вайт — геологічній структурі, що датується 145-66 мільйонами років тому. Після ретельного аналізу знайдених решток виявилося, що це новий вид динозаврів, який назвали Vectipelta barretti на честь британського палеонтолога професора Пола Барретта, керівника відділу викопних хребетних у Музеї історії природи (NHM).